# Cançó napolitana

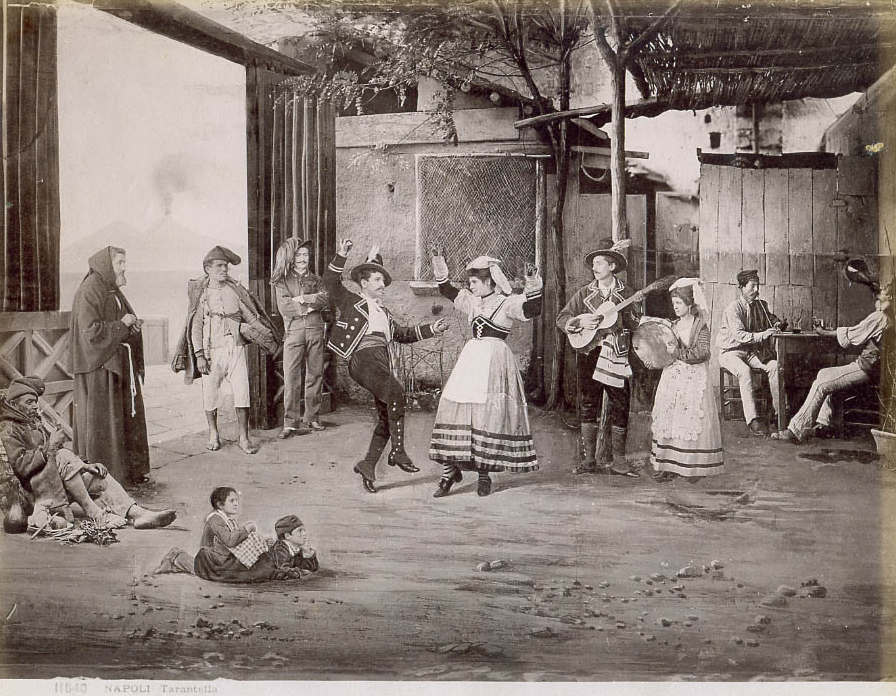
Nàpols-Tarantel·la, del fotògraf Giorgio Sommer (1834-1914). En els cants i danses populars com la tarantel·la està l'origen remot de la cançó napolitana.

La cançó napolitana (en italià, canzone napoletana) és una composició generalment en napolità per a veu masculina solista i acompanyament instrumental. És característica de la ciutat de Nàpols i la seua regió. Les seues lletres són variades, però solen fer referència a assumptes amorosos o al paisatge del Sud d'Itàlia. Algunes de les cançons més famoses són 'O sole mio, Torna a Surriento, Funiculì, funiculà o Santa Llúcia.
En la dècada de 1830, es va celebrar un concurs a la cançó napolitana durant la Festa de Piedigrotta, festa dedicada a la Mare de Déu de Piedigrotta, una imatge molt popular en el barri napolità de Mergellina. La cançó que va guanyar aquest primer concurs es titulava Te voglio bbene assaje i els seus autors eren el poeta Raffaele Sacco i, segurament, el compositor Felippo Campanella (encara que el tema musical original pot ser d'origen folklòric; alguns autors l'hi han atribuït, equivocadament, a Gaetano Donizetti). Aquest festival va perdurar fins a 1950, quan es va crear el Festival de Nàpols (també conegut com a Festival de la Cançó Napolitana), que va tenir gran èxit durant tota la dècada fins que, finalment, també va desaparèixer en 1971 (posteriorment, s'ha intentat recuperar-lo, sense que haja arribat a l'èxit de la seua primera època).

## Història

### Orígens
Els orígens remots de la cançó napolitana es poden datar cap al segle xiii, en els cants populars. En ells es lloava la bellesa de la naturalesa però també s'al·ludia a les dificultats de la vida quotidiana. Aquests cants es van desenvolupar en el segle xv, quan el napolità es va convertir en la llengua oficial del regne i nombrosos músics, inspirant-se en els cors populars, van començar a compondre frottolas, ballatas i altres obres de caràcter festiu que van popularitzar els aires napolitans, especialment a partir de finals del segle xvi, quan la villanella alla napoletana es va estendre per tot Europa i es va cantar fins a finals del segle xviii.
En el segle xvii apareixen els primers ritmes de tarantel·la (com la cèlebre Michelemmà, atribuïda a Salvator Rosa, inspirant-se en una cançó siciliana). En el XVIII naix l'opera buffa napolitana, que va influir poderosament no només en el cant, sinó també en la teatralitat de les cançons: les àries operístiques es van convertir en models per a les cançons populars. Entorn el 1768 es va crear una de les tarantel·les més populars, El guarracino, d'autor anònim. Aquesta tarantel·la serà reelaborada (com moltes altres cançons antigues) en el segle següent.

### Seglexix
El naixement d'editorials musicals a principis del segle xix va ser determinant per a la difusió de la música napolitana. Editors i recopiladors de cançons com Guglielmo Cottrau van rescatar centenars d'obres. Altre focus de difusió important van ser els cridats posteggiatori, músics ambulants que cantaven cançons i venien els textos (de vegades, modificats per ells). Els primers decennis del segle es consideren un moment daurat en la història de la cançó napolitana. Durant les festes en honor de Santa Maria di Piedigrotta es va començar a celebrar un concurs de cançons que, en la seua primera edició, va guanyar la cançó Et voglio bbene assaje, escrita per Raffaele Sacco i musicada per Filippo Campanella. Aquestes festes van ser fonamentals per a la creació i difusió de les cançons napolitanes. En alguna ocasió, les cançons tenien també contingut polític o subversiu, com va ser el cas de Palummella zompa i vola (1873), que al·ludia a la llibertat i que va arribar a estar prohibida per les autoritats. Un tipus de cançó satírica que va tenir molt desenvolupament a la fi del XIX i principis del XX va ser la dita macchietta, que dona nom també a un personatge del teatre de varietats que caricaturitzava a algun personatge característic de la societat del moment (un cura, un diputat, una amant, una feminista, un recaptador d'impostos...). El propòsit de la macchietta era còmic i la seua crítica social moltes vegades era merament superficial. El gran actor Totò va començar la seua carrera teatral a principis del XX participant en macchiette.

### Segle XX
Durant les festes de Piedigrotta es van seguir donant a conèixer les obres dels majors autors de cançons napolitanes del segle i XX,com Salvatore di Giacomo, Libero Bovio, I.A. Mario, Ferdinando Russo i Ernesto Murolo. Des de mitjan XIX fins a la primera meitat del segle XX la cançó napolitana va conèixer la influència de l'ambient intel·lectual del moment i van aparèixer temes dramàtics i pessimistes que van matisar el seu caràcter optimista originari. Grans compositors i poetes van escriure cançons en aquest estil, entre altres el mateix Gabriele D'Annunzio, autor dels versos de A Vucchella (es diu que esperonat pel desafiament de Ferdinando Russo, qui li retreia la seua incapacitat d'escriure en napolità). A Vucchella va ser musicada per Francesco Paolo Tosti en 1904 i va conèixer un èxit popular immediat.

#### Segona Guerra Mundial i postguerra
Després del XIX, l'època de postguerra després de la Segona Guerra Mundial és considerada com el segon moment d'or de la cançó napolitana. La guerra i les seues conseqüències van donar lloc a cançons amargues, desesperançades i de to existencialista, com Munasterio 'i Santa Chiara de Michele Galdieri (letrista) i Alberto Barberis (compositor), o Lluna rossa de Vincenzo De Crescenzo (letrista) i Vian (compositor), encara que en altres cançons es va mantenir l'humor i l'optimisme, com succeeix en Tammurriata Nera de I. A. Mario (lletrista) i Eduardo Nicolardi (compositor). Roberto Murolo es va convertir en el cantant per excel·lència dels temes tradicionals, mentre que Renato Carosone va enriquir la cançó napolitana amb la seua experiència com pianista clàssic i amb ritmes procedents del jazz, la música llatina i africana, creant una variant de macchietta molt desimbolta i ballable, de gran èxit internacional. Es van fer molt populars les cançons que Carosone va escriure al costat del lletrista Nisa (Nicola Salern).

#### Dècada de 1960

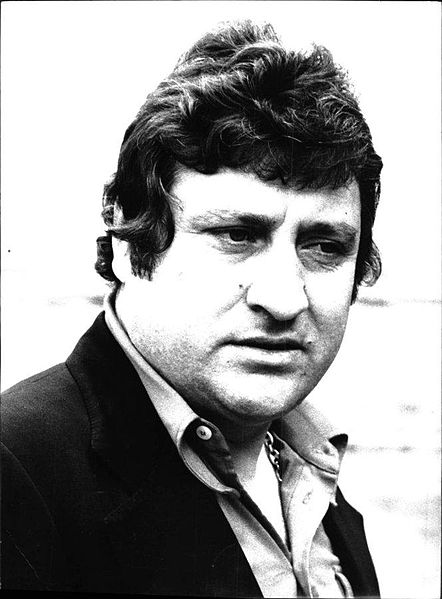
Mario Merola.

Durant aquesta dècada el Festival de Nàpols va arribar una gran popularitat i va difondre aquest gènere en tot Itàlia. Entre els intèrprets, van destacar Peppino di Capri (qui va afegir a la cançó italiana ritmes d'altres cultures musicals) i Roberto De Simone i la seua Nuova Compagnia di Cante Popolare, que van reivindicar les formes tradicionals pròpies del gènere.

#### Dècada de 1970
L'excessiva comercialitat del Festival de Nàpols va fer que molts dels compositors i intèrprets més puristes de la cançó napolitana protestaren i s'oposaren a la seua continuïtat, fins a l'extrem que en 1971 es va celebrar per última vegada. Els intèrprets més destacats d'aquesta dècada van ser Mario Merola, qui va destacar per les seues sceneggiate. Bruno Venturini, seguint l'exemple de cantants del passat com Caruso, va gravar una famosa antologia de cançons napolitans amb mitjans operístics. També sorgiran autors i grups nous com Eduardo De Crescenzo, Alan Sorrenti, Pino Daniele, Osanna o Napoli Centrale. Tots ells faran evolucionar la cançó napolitana amb la fusió de nous gèneres.

#### Dècada de 1980
El camí de Mario Merola de ressuscitar la sceneggiata no va tenir continuadors i aquest gènere anirà desapareixent durant la dècada de 1980. Triomfarà la música melòdica. El cantant que servirà de transició entre les sceneggiate i aquesta música melòdica serà Nino D'Angelo.

#### Dècada de 1990
L'evolució de la cançó napolitana deriva cap a melodies pop de cantants napolitans com Gigi Finizio i Gigi D'Alessio, molt criticats pels puristes pel seu allunyament de les formes tradicionals. Altres grups com Almamegretta, 99 Posse o 24 grana acosten la cançó napolitana a la música electrònica, el trip hop i el rap. Els seus textos es caracteritzen per un alt contingut polític d'esquerres.